# Robert Clark (attore)
Robert Clark (Chicago, 14 marzo 1987) è un attore statunitense.

## Biografia
Robert è nato a Chicago, in Illinois, è il fratello più giovane di Daniel Clark, attore noto soprattutto per il telefilm Degrassi: The Next Generation. Nel 1988 sua madre Suzanne si trasferì con i suoi due figli a Boca Raton in Florida. Quando si risposò nel 1991, l'intera famiglia si trasferì vicino a Toronto in Ontario, Canada. Clark si unì ai Belfountain Singers (con base a Caledon in Ontario) e si esibì in alcuni concerti live sia con il gruppo sia come solista. Con i Belfountain Singers si esibì nel 1997 alle Winter Special Olympics, cantarono anche al talk show nazionale Open Mike with Mike Bullard. Robert, con suo fratello Daniel, ha frequentato la Randolph School for the Performing Arts e ha completato con successo la scuola per bambini Kids Triple-Threat Musical Theatre Program.

## Carriera
Il vero primo ruolo professionale come attore fu in uno spot commerciale dei Honeycomb Cereal, insieme al giocatore di hockey Wayne Gretzky. Sotto la guida della madre ha usato la sua precedente esperienza nel canto in audizioni per produzioni teatrali come Lyla Rules. Ragtime (1998) e The Beauty and The Beast, anche se lasciò il ruolo di quest'ultimo a suo fratello. In seguito è riuscito a concludere un ruolo ricorrente nella serie televisiva I Was a Sixth Grade Alien (interpretato da suo fratello) e come ospite in diversi programmi come Eerie, Indiana: The Other Dimension (interpretato anche da suo fratello), Real Kids, Real Adventures e Twice in a Lifetime. La carriera di attore Clark non si è limitata al piccolo schermo, in Superstar (1999), Clark è stato Eric Slater (Harland Williams) da bambino. In seguito ha ottenuto piccole parti in alcuni film per la televisione: Switching Goals (1999) con Mary-Kate Olsen e Ashley Olsen, come Goth in The Ride (2000), e in All-American Girl: The Mary Kay Letourneau Story (2000), come figlio di Mary Kay Letourneau, realmente condannata per stupro di minore.
In Rated X (2000), un film basato su eventi reali, diretto e interpretato da Emilio Estevez, Clark ha interpretato la versione più giovane del personaggio di Charlie; un ragazzo fisicamente abusato dal padre che crescendo sarebbe diventato un regista di film per adulti. A seguito di ciò, Clark ha avuto un ruolo più importante come un lavavetri di strada che dona i risparmi di una vita di $ 4,30 a un'indagine per omicidio nel film originale di A & E Network The Golden Spiders: A Nero Wolfe Mystery, il pilota della A & E serie A Nero Wolfe Mystery. Steve Oxman di Variety ha parlato molto della produzione, chiamando il cast "un gruppo stellare" e osservando che "le prestazioni sono più della somma delle loro parti."
Il suo primo ruolo di protagonista per la prima volta in televisione fu nel telefilm di fantascienza The Zack Files (2000), che i creatori descrissero come un " X-Files per bambini". Lo spettacolo è durato solo due stagioni, ma per i suoi sforzi Clark ha vinto un Young Artist Award for Leading Young Actor in a Drama Series, e il produttore John Delmage detto che Clark e la sua co-star sono stati scelti per la loro capacità di agire e hanno il potenziale per continuare una carriera come adulti. Il calendario delle riprese per The Zack Files è stato serrato, ma Robert ha trovato il tempo per partecipare in altri progetti. Ha interpretato il figlio di un sesso-dipendente (Harry Hamlin) in Sex, Lies & Obsession (2001), e anche ha recitato con nel film natalizio Prancer - Una renna per amico (2001), che è andato direct-to-video, ma è stato elogiato dal critico Scott Weinberg, e gli ha fatto guadagnare un altro Young Artist Award.
Poco dopo la cancellazione di The Zack Files, Clark è stato lanciato in una serie televisiva analoga, Strange Days a Blake Holsey High, che è stata trasmessa per la prima volta nell'autunno del 2002. La recitazione di Clark è stato ben accolta, ottenendo un'altra nomination agli Young Artist, Family Screen Scene ha chiamato lo spettacolo nel suo complesso "ben scritto e ben recitato nei ruoli. L'aspetto e i manierismi dei ragazzi si adattano ai loro personaggi, aggiungendo realismo ai loro ruoli". Mentre Strange Days era in onda, Clark poteva essere visto nel film di Sci-Fi Channel, Deathlands (2003), come il giovane figlio di un futuro re defunto, che sfugge a malapena la morte per mano di suo fratello affamato di potere.
In un episodio dell'aprile 2005 di Veronica Mars, Clark ha interpretato un gay adolescente dichiarato, assunto dal personaggio di Veronica (Kristen Bell) per umiliare pubblicamente il prevenuto ex-fidanzato (Jeff D'Agostino) di una delle sue amiche (Natalia Baron). Recensendo la puntata, John Ramos del sito Television Without Pity ha commentato positivamente l'apparizione di Clark, facendo una richiesta seria di "dare ai ragazzi gay più tempo sullo schermo." Clark ha avuto anche un ruolo di supporto come uno dei dieci figli di una casalinga del 1950 (Julianne Moore) nel film drammatico The Prize Winner of Defiance, Ohio uscito nei cinema alla fine del 2005.

## Filmografia

### Cinema
- Finché morte non vi separi, regia di Larry Peerce (1993)
- Baby Monitor: Sound of Fear, regia di Walter Klenhard (1998)
- Superstar, regia di Bruce McCulloch (1999)
- Due gemelle nel pallone (Switching Goals), regia di David Steinberg (1999)
- Rated X - La vera storia dei re del porno americano (Rated X), regia di Emilio Estevez (2000)
- The Golden Spiders: A Nero Wolfe Mystery, regia di Bill Duke (2000)
- Sesso, bugie e inganni, regia di Douglas Barr (2001)
- Prancer - Una renna per amico (Prancer Returns), regia di Joshua Butler (2001)
- Scar Tissue, regia di Peter Moss (2004)
- The Prize Winner of Defiance, Ohio, regia di Jane Anderson (2005)
- Nonsense Revolution, regia di Ann Verrall (2008)
- Pegasus Vs. Chimera, regia di John Bradshaw (2011)

### Televisione
- All-American Girl: The Mary Kay Letourneau Story, regia di Lloyd Kramer (2000) - Film TV
- The Zack Files - Serie TV (2000-2002)
- Black Hole High (Strange Days at Blake Holsey High) - Serie TV (2002-2006)
- Deathlands, regia di Joshua Butler (2003) - Film TV
- Il socio - Serie TV (2012)

## Doppiatori italiani
- Davide Garbolino in Prancer - Una renna per amico[1]
- Stefano De Filippis in The Zack Files[2]
- Davide Lepore in Black Hole High[3]